# Schistidium cinclidodonteum
Schistidium cinclidodonteum är en bladmossart som beskrevs av Birgitta Bremer 1980. Schistidium cinclidodonteum ingår i släktet blommossor, och familjen Grimmiaceae. Inga underarter finns listade i Catalogue of Life.